# Peachtree Road
Peachtree Road è il quarantacinquesimo album (il ventinovesimo in studio) dell'artista britannico Elton John, pubblicato il 9 novembre 2004.

## Il disco
È dedicato a Gus Dudgeon e alla moglie Sheila, periti in un incidente stradale due anni prima. Il disco, registrato in tre studi diversi, è intitolato alla parte settentrionale della Peachtree Street, situata vicino ad Atlanta, dove si trova una delle case di Elton John.
La copertina è una fotografia, scattata da Sam Taylor-Wood e scelta da Elton: ritrae un desolato incrocio ferroviario nei pressi di Douglasville, suburbio di Atlanta (simboleggia la libertà artistica intrinseca in John). Altre foto appaiono nel libretto del CD.
Da un punto di vista artistico, l'album vede per la prima volta Elton nelle vesti di unico produttore (in passato produsse dei suoi album ma sempre in compagnia di un altro co-produttore): il risultato raggiunto fu molto buono, seguendo la strada già spianata dal precedente Songs from the West Coast e ispirandosi alle ballate pianistiche degli anni settanta, ma gli si potrebbe criticare che la sua produzione sia abbastanza standard e priva di particolari variazioni al suo classico sound. I brani furono eseguiti per la prima volta al The Tabernacle di Atlanta all'inizio di novembre dello stesso anno; al Madison Square Garden, inoltre, e sempre nel 2004, Elton ha duettato con Dolly Parton in Turn the Lights Out When You Leave.
Peachtree Road  è uno dei pochissimi dischi di Elton a non aver raggiunto la Top 10 in patria (numero 21 UK), mentre negli Stati Uniti ha conseguito appena una numero 17 (in Italia ha raggiunto la numero 25); anche i singoli All That I'm Allowed (I'm Thankful), Turn the Lights Out When You Leave e Answer in the Sky non hanno riscosso particolare successo.
Nel 2005, nel Regno Unito, è stata pubblicata un'edizione speciale di Peachtree Road, in CD/DVD e in doppio LP: essa contiene tre brani in più (The Letter, Merry Christmas Maggie Thatcher ed Electricity) composti per il musical Elton John's Billy Elliot the Musical (Electricity raggiunse una numero 4 UK), oltre ad un DVD contenente nove brani del disco eseguiti live ad Atlanta.

## Alcuni brani

### Weight of the World
Weight of the World costituisce la traccia d'apertura dell'album del 2004 Peachtree Road; pezzo dalle chiare sonorità acustiche, si distingue per la curiosa intro, che mette in evidenza un rumore di rotaie, come se un treno passasse sopra dei binari (richiamo alla Peachtree Road di Atlanta, alla quale il disco di provenienza è intitolato). Elton è come al solito al pianoforte; per il resto, è presente la Elton John Band, capitanata da Davey Johnstone (impegnato alla chitarra elettrica, a quella acustica, a quella resofonica e ai cori). Bob Birch, infatti, si cimenta al basso e ai cori; Guy Babylon programma e dirige l'arrangiamento, mentre Nigel Olsson è presente alla batteria e ai cori. Infine, John Mahon suona le percussioni e si cimenta ai cori. Il testo di Bernie (il titolo significa letteralmente Il Peso Del Mondo) parla della felicità e dell'appagatezza di Elton, che riesce finalmente ad apprezzare le cose semplici della vita e a vivere senza preoccupazioni: lo spiega chiaramente il verso "I'm happy to see a sunset instead of a line" ("Adesso sono felice di vedere un tramonto al posto di una linea"). Taupin, infatti, intende dire che Elton riesce finalmente ad apprezzare cose semplici e naturali (come un tramonto) al posto di una striscia di cocaina.
Weight of the World ha ricevuto critiche sostanzialmente positive, così come l'album di provenienza.

### Porch Swing in Tupelo
Porch Swing in Tupelo costituisce la seconda traccia dell'album del 2004 Peachtree Road; prosegue lo stile del precedente pezzo, presentando sonorità acustiche e ispirate al periodo d'oro della carriera di Elton (gli anni settanta). John è presente al pianoforte ed è accompagnato dalla Elton John Band, formata da Davey Johnstone (chitarre acustica, elettrica e resofonica), Nigel Olsson (batteria), Guy Babylon (programmazione e direzione dell'arrangiamento, organo hammond), Bob Birch (basso) e John Mahon (percussioni). I membri della band sono accompagnati da una possente sezione di coristi, formata da L'Tanya Shields, Alecia Terry, M. Dennis Sims, Rosalind McNight, Carles Bullock, Terrence Davis, Todd Honeycutt e Adam McNight. Il testo di Bernie (il titolo significa letteralmente Veranda A Tupelo) e parla della città di Tupelo (Mississippi) (dov'era nato e cresciuto Elvis Presley).
Porch Swing in Tupelo ha ricevuto critiche sostanzialmente positive, così come l'album di provenienza.

### They Call Her the Cat
They Call Her the Cat costituisce la sesta traccia dell'album del 2004 Peachtree Road; si presenta come l'unico brano davvero movimentato del disco, dalla melodia allegra e veloce, basata sul pianoforte suonato da Elton. È comunque notevole il numero dei musicisti presenti nel pezzo: oltre alla Elton John Band, formata da Davey Johnstone (chitarre elettrica, resofonica e baritono), Nigel Olsson (batteria), Guy Babylon (programmazione, organo hammond, rhodes), Bob Birch (basso), John Mahon (percussioni), viene messa in evidenza una sezione di fiati, composta da Jimmy Pankow (trombone, arrangiamento dei fiati), Lee Loughnane (tromba), Walter Parazaider (sax tenore) e Larry Klimas (sax baritono). È inoltre presente una sezione di coristi, formata da L'Tanya Shields, Alecia Terry, M. Dennis Sims, Rosalind McNight, Mark Ford, Terrence Davis, Todd Honeycutt e Adam McNight. Il testo di Bernie (il titolo significa letteralmente La Chiamavano Il Gatto) parla di un transessuale (il protagonista era originariamente un uomo, poi divenuto donna).
They Call Her the Cat ha ricevuto critiche sostanzialmente positive, così come l'album di provenienza. Famosa rimane l'esecuzione del brano a Roma, nel corso del Telecomcerto 2005.

## Tracce
Tutti i brani sono stati composti da Elton John e Bernie Taupin, salvo dove notato diversamente.
1. Weight of the World – 3:58
2. Porch Swing in Tupelo – 4:38
3. Answer in the Sky – 4:03
4. Turn the Lights Out When You Leave – 5:02
5. My Elusive Drug – 4:12
6. They Call Her the Cat – 4:27
7. Freaks in Love – 4:32
8. All That I'm Allowed (I'm Thankful) – 4:52
9. I Stop and I Breathe – 3:39
10. Too Many Tears – 4:14
11. It's Getting Dark in Here – 3:50
12. I Can't Keep This from You – 3:54

### Edizione speciale del 2005 (CD, doppio LP)
1. Weight of the World – 3:58
2. Porch Swing in Tupelo – 4:38
3. Answer in the Sky – 4:03
4. Turn the Lights Out When You Leave – 5:02
5. My Elusive Drug – 4:12
6. They Call Her the Cat – 4:27
7. Freaks in Love – 4:32
8. All That I'm Allowed (I'm Thankful) – 4:52
9. I Stop and I Breathe – 3:39
10. Too Many Tears – 4:14
11. It's Getting Dark in Here – 3:50
12. I Can't Keep This from You – 3:54
13. The Letter (Elton John, Lee Hall)
14. Merry Christmas Maggie Thatcher (Elton John, Lee Hall)
15. Electricity (Elton John, Lee Hall)

### Edizione speciale del 2005 (DVD)
Tutte le tracce sono state registrate al The Tabernacle, Atlanta, novembre 2004.
1. Weight of the World
2. Porch Swing in Tupelo
3. Answer in the Sky
4. Turn the Lights Out When You Leave
5. My Elusive Drug
6. They Call Her the Cat
7. Freaks in Love
8. All That I'm Allowed (I'm Thankful)
9. I Can't Keep This from You

## B-side
| Brano                              | Formato                                              |
| ---------------------------------- | ---------------------------------------------------- |
| "Keep it a Mystery"                | All That I'm Allowed (I'm Thankful) CD (UK)          |
| "So Sad the Renegade"              | All That I'm Allowed (I'm Thankful) Maxi-CD (UK)     |
| "A Little Peace"                   | All That I'm Allowed (I'm Thankful) Maxi-CD (UK)     |
| "How's Tomorrow"                   | Turn the Lights Out When You Leave (UK)              |
| "Peter's Song"                     | Turn the Lights Out When You Leave (UK)              |
| "Things Only Get Better with Love" | Turn the Lights Out When You Leave [Radio Edit] (UK) |

## Formazione
- Elton John: voce, pianoforte
- Nigel Olsson: batteria, cori
- Davey Johnstone: chitarre, mandolino, dobro, cori
- Guy Babylon: organo, rhodes, conduzione orchestra
- Bob Birch: basso, cori
- John Mahon: percussioni, cori
- John Jorgenson: chitarra pedal steel (in Turn The lights Out When You Leave)
- Adam L. McKnight: Choirmaster per The Voice of Atlanta
- The Voice of Atlanta: cori
- Sezione fiati:
  - Lee Loughname: tromba
  - Walter Parazaider: sax
  - Larry Klimas: sax
  - Martin Tillmann: violoncello